# Креч Едуард Едуардович
Едуард Едуардович Креч (6 червня 1948, Харків — 30 червня (?) 2017) — український політик, співголова Народного руху України за єдність (з листопада 2000 р.). Кандидат технічних наук. Академік Академії інженерних наук України.

## Життєпис
Народився Креч Едуард Едуардович 6 червня 1948 року в місті Харків.
У 1970 році закінчив Харківський національний університет імені В. Н. Каразіна за спеціальністю «Хімія».

## Професійна діяльність
- 1971—1984 рр. — працює в Харківському НВО «Карбонат»,
- 1984—1988 рр. — працює на Слов'янському солевиварювальному комбінаті.
- 1988—1990 рр. — директор державно-кооперативного підприємства «Реактив», місто Слов'янськ.
- 1990—1995 рр. — генеральний директор Слов'янського ВО «Хімпром».
- 1995—1998 рр. — президент ВАТ «Содовий завод», місто Слов'янськ.
- Народний депутат України 3 скликання березень 1998 —  квітень 2002 рр. від НРУ, № 27 в списку. На час виборів: президент АВТ «Содовий завод» (місто Слов'янськ), член НРУ. Член фракції НРУ (травень 1998 —  березень 1999 рр.), член фракції НРУ (першої) (березень 1999 — січень 2001 рр.; з квітня 2000 р. — фракція НРУ), позафракційний (січень — квітень 2001 р.), член фракції «Яблуко» (з квітня 2001 р.), позафракційний. Член Комітету з питань економічної політики, управління народним господарством, власності та інвестицій (з липня 1998 р.).
- Квітень 2002 р. — кандидат в народні депутати України від блоку «НРУ», № 6 в списку. На час виборів: народний депутат України, член НРУ за єдність.